# Epigynopteryx declinans
Epigynopteryx declinans är en fjärilsart som beskrevs av Claude Herbulot 1965. Epigynopteryx declinans ingår i släktet Epigynopteryx och familjen mätare. Inga underarter finns listade i Catalogue of Life.